# Nivenioideae
Nivenioideae es una subfamilia dentro de la familia de las iridáceas. Las plantas de esta subfamilia se distinguen por presentar flores con simetría radiada, con tépalos libres y dispuestas en grupos pequeños, entre largas brácteas. El órgano subterráneo de reserva es un rizoma.
Tiene tres géneros y 85 especies, las cuales son plantas arbustivas del sur de África (Klattia, Nivenia y Witsenia).